# Les Schtroumpfs et le Cracoucass
Les Schtroumpfs et le Cracoucass est la quatorzième histoire de la série Les Schtroumpfs de Peyo et Gos. Elle est publiée pour la première fois du no 1579 au no 1598 du journal Spirou, puis dans l'album du même nom en 1969.
Le Cracoucass (oiseau monstrueux et constamment en colère) a été imaginé et dessiné par André Franquin. L'histoire se déroule dans le village des Schtroumpfs, dans la forêt alentour, dans une tour de guet abandonnée et dans la masure de Gargamel.

## Résumé
Alors que les Schtroumpfs reconstruisent le pont sur la rivière Schtroumpf, le Grand Schtroumpf teste un nouvel engrais sur une pâquerette. Celui-ci n'a pas l'effet escompté puisque la fleur se transforme rapidement en une redoutable plante carnivore, qui manque de dévorer le Grand Schtroumpf quand deux Schtroumpfs entendent son appel à l'aide. Ils parviennent tant bien que mal à trancher sa racine pour la tuer et le Grand Schtroumpf leur demande de jeter l'engrais loin dans le désert. Cependant, les deux Schtroumpfs se contentent de le jeter dans un ravin en espérant que personne ne s'en apercevra. Ils ne savent pas que le flacon s'est brisé au-dessus d'un nid et qu'un oisillon a avalé une goutte du dangereux engrais.
Durant la nuit, les Schtroumpfs sont réveillés par un cri mystérieux : « Cracoucass ». L'un d'entre eux a aperçu l'ombre d'un volatile de taille imposante, et le lendemain matin plusieurs dégâts sont constatés dans le village. Le Grand Schtroumpf, accompagné de trois autres Schtroumpfs, se rend alors au pont sur la rivière Schtroumpf. C'est là qu'ils aperçoivent pour la première fois le Cracoucass, sorte de vautour au plumage vert et noir et aux instincts destructeurs. Après avoir échappé au monstre, ils retournent au village pour y donner l'alerte, mais le Cracoucass, qui les a suivis, entreprend de dévaster le village en jetant des pierres sur les maisons. Les Schtroumpfs sont condamnés à la fuite et quelques-uns d'entre eux, dont le Grand Schtroumpf, trouvent refuge dans une vieille tour abandonnée. Ils fabriquent une banderole pour inviter les autres à les rejoindre, qu'ils confient à une cigogne. Alors que les Schtroumpfs accourent à la vieille tour, un combat aérien s'engage entre le Cracoucass et la cigogne, qui parvient à se réfugier dans la tour, tandis que le vautour continue de rôder.
Après avoir tenté de lui lancer des pierres avec une arbalète, le Grand Schtroumpf part chercher des feux d'artifice dans son laboratoire. Grâce à leur arbalète, les Schtroumpfs lancent sur l'oiseau un projectile explosif, qui lui fait éclater à la figure toutes sortes de fusées colorées. Déplumé, celui-ci tombe sur le sol. Il n'est pas rendu inoffensif pour autant et le Grand Schtroumpf ne parvient à l'épuiser que lors d'un combat singulier digne d'une corrida. Une fois l'oiseau assommé et attaché, trois Schtroumpfs se rendent chez Gargamel pour lui emprunter l'élixir qui fait rapetisser (celui que Gargamel a bu par erreur dans Le Voleur de Schtroumpfs) et le font boire au Cracoucass.
Quelque temps après, alors que les Schtroumpfs achèvent la reconstruction du village, le Cracoucass réapparaît avec un plumage neuf, mais sa petite taille n'effraie plus les lutins bleus. Constatant avec amertume qu'il a perdu ses capacités destructrices, le Cracoucass s'enfuit.

## Chansons
- 1992 - Chanson Craque ou casse interprétée par Nathalie Lhermitte dans le CD Le Top des Schtroumpfs.